# Йоахим Фридрих фон Щутерхайм
Йоахим Фридрих фон Щутерхайм (на немски: Joachim Friedrich von Stutterheim; * 2 ноември 1715 в Зелендорф в Долна Лужица; † 26 август 1783 в Кьонигсберг в Прусия) е пруски генерал-лейтенант.
Той е син на Йоахим Фридрих фон Щутерхайм (1683 – 1745) и съпругата му Йохана Елеонора фон Хаке (1687 – 1737). Баща му е кралски полски и кур-саксонски капитан-лейтенант и собственик на имение. Брат му Ото Лудвиг (1718 – 1780) става пруски генерал-лейтенант.
Йоахим Фридрих фон Щутерхайм среща случайно пруския крал Фридрих Вилхелм I, който го харесва, и със съгласието на баща му, през 1729 г. е приет в „берлинския кадетски корпс“. През 1732 г. той влиза в пехотинската войска и през 1739 г. става под-лейтенант.
Като такъв той участва в Първата силезийска война, отличава се и краля му дава ордена Pour le Mérite и го прави домхер в Камин и му дава компания в „Regiment La Motte zur Fuß“ (1806: No. 17).
През 1747 г. той е повишен на майор, отличава се и кралят му дава извънредна годишна пенсия от 500 талер. През май 1757 г. той е полковник-лейтенант и комадир на регимент, става полковник, на 1 януари 1759 г. е повишен на генерал-майор и получава свой сухопътен регимент. Той отива във войската на Принц Хайнрих Пруски и се отличава. През 1760 г. той е тежко ранен в битката при Торгау/Опава. През 1761 и 1762 г. той отново е в армията на принц Хайнрих, отличава се на 29 октомври 1762 г. От благодарност той получава каноникат в църквата „Св. Николай“ в Магдебург. На 24 август 1767 г. той е повишен на генерал-лейтенант.
След сключването на мир, кралят го изпраща като инспектор на източнопруската инфантерия в Кьонигсберг. През 1768 г. той е награден с Орден Черен орел и става губернатор на Кьонигсберг, Пилау и Мемел.
През Войната за баварското наследство той е в армията на краля начело на групата от Горна Силезия.

## Фамилия
Йоахим Фридрих фон Щутерхайм се жени за София Тереза фон Летов (* 1719 или 1720; † 6 септември 1807 в Щетенбрух). Те имат децата:
- Лудвиг Август (1751 – 1826), пруски генерал, женен 1784 г. за Луиза Шарлота Албертина Юлиана фон Ингерслебен (1765 – 1869), дъщеря на генерал-майор Карл Лудвиг фон Ингерслебен (1709 – 1781)
- Ото Георг фон Щутерхайм (* 1752; † 1 октомври 1817, Щутерхайм), женен на 30 март 1787 г. в Кьонигсберг (развод 1797) за Кристиана Фридерика Вилхелма фон Анхалт (* 16 декември 1770, Потсдам; † 31 декември 1802, Пиза), дъщеря на генерал Хайнрих Вилхелм фон Анхалт (1734 – 1801)[2]